# A História do Amor
A História do Amor é um romance de Nicole Krauss, elogiado pela crítica. 
Conta a história de um jovem judeu polonês que escreve um livro sobre o amor e a existência, mas é obrigado a deixá-lo para trás, junto com a paixão que o inspirou, quando a Polônia é tomada pelos nazistas. Décadas depois, o livro reaparece para unir personagens muito diferentes: Leo Gursky, um imigrante em Nova York, Litvinoff, um professor no Chile, Alma Singer, a filha de uma tradutora literária, e Isaac Moritz, escritor americano. 
Em diferentes vozes, cada uma com seu ritmo e sintaxe, A História do Amor gira entre diversas histórias. Leo Gursky faz da amizade com outro exilado uma defesa contra a solidão. Alma Singer tem as primeiras experiências afetivas adultas. Isaac Moritz busca um reencontro com suas origens pouco antes de morrer. O irmão mais novo de Alma começa a descobrir os limites de sua imaginação delirante.
"No início", explica Nicole, "o livro era basicamente sobre a própria escrita. [...] A ideia de que existisse uma única cópia de um livro que ninguém leu, e que essa cópia ligasse e mudasse todos esses destinos". Mas, aos poucos, tornou-se uma "ode à sobrevivência". Nas palavras do manuscrito desaparecido, que retorna para unir os fragmentos da trama num mesmo desfecho, está a defesa contra a devastação trazida pelo tempo e pela sorte; e contra a esterilidade, definida por um dos personagens, de "viver num mundo não descrito".